# جيا تشونغ
جيا تشونغ (و. 217 – 282 م) هو سياسي من الصين، ومملكة واي، ولد في الصين، توفي في الصين، عن عمر يناهز 65 عاماً.